# Czułe miejsca
Czułe miejsca – polski film fabularny z 1980 roku w reżyserii Piotra Andrejewa.
Plenery: Łódź, Warszawa, Katowice, Praga. Premiera filmu odbyła się 28 sierpnia 1981 roku.

## Opis fabuły
Jest rok 1998. Świat stanął w obliczu katastrofy ekologicznej. Monter telewizyjny, Jan Zaleski, jest ciekawy otaczającego go świata. Nie ma jeszcze 18 lat. Jest związany z tancerką Ewą. Przed kilku laty zawiadomił władze o tym, że widział UFO. Jan marząc o awansie, który poprawiłby jego sprawy finansowe, konstruuje elektroniczne zabawki i szuka dla nich producenta. Czekając na Ewę pod ekskluzywnym hotelem, zostaje zatrzymany przez policję, która niesłusznie oskarża go o handel narkotykami. Po wyjaśnieniu nieporozumienia wraca na spotkanie z Ewą, która informuje go, że marzy o karierze gwiazdy telewizyjnej, a Allan Kowalski, słynny organizator widowisk chce jej w tym pomóc. Jan wymusza na kierownictwie w swojej pracy przyspieszenie awansu i zostaje przeniesiony do lepszej dzielnicy. Postanawia udowodnić, że potrafi pracować bez urządzenia wspomagającego wykrywanie usterek, ale uznanie wzbudza tylko u swojej sąsiadki, Aśki, która od pewnego czasu uwodzi Jana. Ewa zrywa z Janem dla Allana, który postanawia zatrudnić Jana przy realizacji widowiska. Kiedy Jan dowiaduje się, że między Ewą i Allanem będzie ukazany akt miłosny reaguje gwałtownie: niszczy urządzenia i próbuje popełnić samobójstwo. Ewa odwiedza go w szpitalu, informując o małżeństwie z Allanem. Jan opuszcza szpital i podejmuje na nowo pracę, przyjmując nawet najtrudniejsze zlecenia, jednak nie ukrywa przy tym znudzenia wykonywaną pracą. 31 grudnia 1998 Jan nadzoruje urządzenie telewizyjne na „Balu Centralnym”. Bawiący się ludzie nie zdają sobie sprawy z tego, co się stanie, jeśli główny układ zasilania się zepsuje, a Jan zostaje zwolniony z pracy za niesubordynację.

## Obsada
- Michał Juszczakiewicz jako Jan Zaleski, monter numer 13-13
- Hanna Dunowska jako Ewa
- Anna Nehrebecka jako samotna
- Katarzyna Owczarek jako Asia
- Mariusz Dmochowski jako płk Krzysztof Chałatek
- Marek Barbasiewicz jako Allan Kowalski
- Liliana Głąbczyńska jako kobieta w oknie
- Ernestyna Winnicka jako kobieta w oknie
- Włodzimierz Boruński jako wytworny
- Jerzy Moes jako aktor
- Wirgiliusz Gryń jako minister
- Leon Niemczyk jako minister
- Bogumił Antczak jako minister
- Tatiana Sosna-Sarno jako pielęgniarka
- Joanna Pacuła jako pielęgniarka
- Józef Grzeszczak(inne języki) jako ofiara
- Bogusław Sobczuk jako dr Stein
- Bruno O’Ya jako oficer
- Marek Wojciechowski(inne języki) jako kierownik balu
- Emilia Krakowska jako kelnerka
- Stanisław Brejdygant jako mężczyzna w kawiarni
- Jack Recknitz jako mężczyzna w kawiarni
- Anna Seniuk jako barmanka
- Ewa Ziętek jako dziewczyna przed hotelem[1].